# 西晉涼州行政區劃
曹魏舊州，州治所在姑臧縣（今甘肅省武威市）。範圍大致相當於今甘肅省蘭州市、白銀市以西的地區，青海省東北地區。西晉末為涼州刺史張軌及其子張寔所控制。

## 郡級行政區
西晉涼州初領金城、西平、武威、張掖、西、酒泉、敦煌、西海8郡，金城郡於泰始五年（269年）移屬秦州，太康三年（282年）復歸涼州。增置晉昌郡（295年置）、武興郡（約301年置）、晉興郡（約301年置）。西晉末領11郡。
金城郡
曹魏舊郡，泰始五年（269年）移屬秦州，太康三年（282年）復歸涼州。郡治榆中縣（今甘肅省蘭州市東），領榆中、允街、金城、浩亹、白土、令居、允吾7縣。晉時廢允吾縣（泰始年間廢）及令居縣（咸寧年間廢）。涼州張寔時復置令居、枝陽2縣己復置。西晉末領榆中、允街、金城、白土、浩亹、令居、枝陽7縣。
西平郡
曹魏舊郡，郡治西都縣（今青海省西寧市），領西都、臨羌、破羌、安夷4縣。晉時廢破羌縣（西晉初），增置長寧縣（280年以前）。西晉末領西都、臨羌、安夷、長寧4縣。
武威郡
曹魏舊郡，郡治姑臧縣（今甘肅省武威市南），領姑臧、宣威、倉松、顯美、揟次、武威、鸇陰、袓厲、媼圍9縣。西晉時廢鸇陰、袓厲、武威、媼圍4縣（約晉初）；張掖郡番和、驪靬2縣來隸（約晉初）；復置袓厲縣（約301年）。西晉末領姑臧、宣威、揟次、倉松、顯美、驪靬、番和、袓厲8縣。
張掖郡
曹魏舊郡，郡治觻得縣（今甘肅省張掖市西北），領觻得、昭武、刪丹、氐池、屋蘭、番和、驪靬7縣。西晉時番和、驪靬2縣移屬武威郡（約晉初），刪丹縣移屬西郡（約晉初）；廢氐池縣（267年以後）；觻得縣改名永平縣，昭武縣改名臨澤縣（280年以前）。西晉末領永平、臨澤、屋蘭3縣。
西郡
曹魏舊郡，領日勒縣（今甘肅省山丹縣東南）。晉時張掖郡刪丹縣來隸，並分刪丹縣置仙提、萬歲、蘭池3縣。西晉末領日勒、刪丹、仙提、萬歲、蘭池5縣。
酒泉郡
曹魏舊郡，郡治祿福縣（今甘肅省酒泉市），領祿福、表氏、樂涫、玉門、會水、安彌、延壽、沙頭、乾齊9縣。晉時乾齊縣移屬敦煌郡（西晉初），增置騂馬縣（280年以前），沙頭縣移屬晉昌郡（295年）。西晉末領祿福、會水、安彌、樂涫、表氏、玉門、延壽、騂馬8縣。
敦煌郡
曹魏舊郡，郡治敦煌縣（今甘肅省敦煌市西），領敦煌、效穀、廣至、龍勒、冥安、淵泉、宜禾、伊吾8縣（不詳何時）。晉時酒泉郡乾齊縣來隸。增置昌蒲、陽關2縣（280年以前置）。元康五年（295年）宜禾、伊吾、冥安、淵泉、廣至5縣移屬晉昌郡。西晉末領敦煌、龍勒、效穀、乾齊、昌蒲、陽關6縣。
西海郡
曹魏舊郡，領居延縣（今內蒙古自治區額濟納旗東南），至魏末不變。
晉昌郡
西晉元康五年（295年）分郭煌、酒泉2郡置，郡治冥安縣（今甘肅省安西縣東南），領冥安、宜禾、伊吾、淵泉、廣至、沙頭、會稽（295年置）、新鄉（295年置）8縣，至西晉末不變。
武興郡
西晉永寧年間（301-302），涼州刺史張軌上表請於姑臧縣西北設立武興郡，以收容秦、雍2州的流民，下領武興、大城、烏支、襄武、晏然、新鄣、平狄、司監等8縣。治今甘肅省永昌縣水源鎮杜家寨村、北地村一帶。
晉興郡
西晉永寧年間（301-302），涼州刺史張軌分西平、金城2郡郡界置晉興郡，以收容秦、雍2州的流民，下領晉興、枹罕、永固、臨津、臨鄣、廣昌、大夏、遂興、罕唐、左南等10縣。治今青海省民和回族土族自治縣西北。

## 縣級行政區
| 涼州（州治姑臧縣）                                                                              |        |        |                                                         |                                   |                                                                           |
| 說明：本表為西晉建興四年（316年）涼州各郡所轄的縣份；以深灰色表示者，為曾經建置，後來廢除的縣份 |        |        |                                                         |                                   |                                                                           |
| 郡名 （縣數）                                                                                   | 郡治   | 縣名   | 今地位置(2013年5月)                                     | 隸屬郡國                          | 備注                                                                      |
| 金城郡 （7）                                                                                    | 榆中縣 | 榆中縣 | 今甘肅省榆中縣西                                        | 金城郡(265-316)                   |                                                                           |
| 金城郡 （7）                                                                                    | 榆中縣 | 允街縣 | 今甘肅省永登縣南                                        | 金城郡(265-316)                   |                                                                           |
| 金城郡 （7）                                                                                    | 榆中縣 | 金城縣 | 今甘肅省蘭州市西                                        | 金城郡(265-316)                   |                                                                           |
| 金城郡 （7）                                                                                    | 榆中縣 | 白土縣 | 今甘肅省永靖縣和青海省民和縣之間                        | 金城郡(265-316)                   |                                                                           |
| 金城郡 （7）                                                                                    | 榆中縣 | 浩亹縣 | 今甘肅省永登縣西南                                      | 金城郡(265-316)                   |                                                                           |
| 金城郡 （7）                                                                                    | 榆中縣 | 令居縣 | 今甘肅省永登縣西                                        | 金城郡(265-266?，？-316)          | 泰始年間廢縣，西晉末時已復置。                                            |
| 金城郡 （7）                                                                                    | 榆中縣 | 枝陽縣 | 今甘肅省永登縣南                                        | 金城郡(？-316)                    | 魏、晉時廢縣，西晉末時已復置。                                            |
| 金城郡 （7）                                                                                    | 榆中縣 | 允吾縣 | 今甘肅省永靖縣西北                                      | 金城郡(265-280?)                  | 太康元年（280年）以前廢縣。                                               |
| 西平郡 （4）                                                                                    | 西都縣 | 西都縣 | 今青海省西寧市                                          | 西平郡(265-316)                   |                                                                           |
| 西平郡 （4）                                                                                    | 西都縣 | 臨羌縣 | 今青海省湟源縣東南                                      | 西平郡(265-316)                   |                                                                           |
| 西平郡 （4）                                                                                    | 西都縣 | 安夷縣 | 今青海省西寧市東                                        | 西平郡(265-316)                   |                                                                           |
| 西平郡 （4）                                                                                    | 西都縣 | 長寧縣 | 今青海省西寧市北                                        | 西平郡(265-316)                   |                                                                           |
| 西平郡 （4）                                                                                    | 西都縣 | 破羌縣 | 今青海省樂都縣東                                        | 西平郡(265-？)                    | 晉時廢縣。                                                                |
| 武威郡 （8）                                                                                    | 姑臧縣 | 姑臧縣 | 今甘肅省武威市                                          | 武威郡(265-316)                   |                                                                           |
| 武威郡 （8）                                                                                    | 姑臧縣 | 宣威縣 | 今甘肅省民勤縣西南                                      | 武威郡(265-316)                   |                                                                           |
| 武威郡 （8）                                                                                    | 姑臧縣 | 揟次縣 | 疑在今甘肅省古浪縣北                                    | 武威郡(265-316)                   |                                                                           |
| 武威郡 （8）                                                                                    | 姑臧縣 | 倉松縣 | 今甘肅省武威市東南                                      | 武威郡(265-316)                   |                                                                           |
| 武威郡 （8）                                                                                    | 姑臧縣 | 顯美縣 | 今甘肅省永昌縣東                                        | 武威郡(265-316)                   |                                                                           |
| 武威郡 （8）                                                                                    | 姑臧縣 | 驪靬縣 | 今甘肅省永昌縣南                                        | 張掖郡(265-？)→武威郡(？-316)     |                                                                           |
| 武威郡 （8）                                                                                    | 姑臧縣 | 番和縣 | 今甘肅省永昌縣西                                        | 張掖郡(265-？)→武威郡(？-316)     |                                                                           |
| 武威郡 （8）                                                                                    | 姑臧縣 | 袓厲縣 | 今甘肅省靖遠縣西南（西晉初） 今甘肅省民勤縣境（西晉末） | 武威郡(265-266?，301?-316)        | 晉時廢縣，永寧元年（301年）左右涼州刺史張軌於故武威縣近側另設袓厲縣。     |
| 武威郡 （8）                                                                                    | 姑臧縣 | 武威縣 | 今甘肅省民勤縣東北                                      | 武威郡(265-266?)                  | 晉時廢縣。                                                                |
| 武威郡 （8）                                                                                    | 姑臧縣 | 鸇陰縣 | 今甘肅省靖遠縣西北                                      | 武威郡(265-266?)                  | 晉時廢縣。                                                                |
| 武威郡 （8）                                                                                    | 姑臧縣 | 媼圍縣 | 疑在今甘肅省皋蘭縣西北一帶                              | 武威郡(265-266?)                  | 晉時廢縣。                                                                |
| 張掖郡 （3）                                                                                    | 永平縣 | 永平縣 | 今甘肅省張掖市西北                                      | 張掖郡(265-316)                   | 曹魏時名觻得縣，晉時改名。                                                |
| 張掖郡 （3）                                                                                    | 永平縣 | 臨澤縣 | 今甘肅省臨澤縣東北                                      | 張掖郡(265-316)                   | 曹魏時名昭武縣，晉時改名。                                                |
| 張掖郡 （3）                                                                                    | 永平縣 | 屋蘭縣 | 今甘肅省山丹縣西北                                      | 張掖郡(265-316)                   |                                                                           |
| 張掖郡 （3）                                                                                    | 永平縣 | 氐池縣 | 今甘肅省民樂縣                                          | 張掖郡(265-？)                    | 晉泰始三年（267年）以後廢縣。                                             |
| 西郡 （5）                                                                                      | 日勒縣 | 日勒縣 | 今甘肅省山丹縣東南                                      | 西郡(265-316)                     |                                                                           |
| 西郡 （5）                                                                                      | 日勒縣 | 刪丹縣 | 今甘肅省山丹縣                                          | 張掖郡(265-266)→西郡(266-316)     |                                                                           |
| 西郡 （5）                                                                                      | 日勒縣 | 仙提縣 | 今甘肅省山丹縣東                                        | 西郡(266?-316)                    | 西晉時分刪丹縣置。                                                        |
| 西郡 （5）                                                                                      | 日勒縣 | 萬歲縣 | 今甘肅省山丹縣東南                                      | 西郡(266?-316)                    | 西晉時分刪丹縣置。                                                        |
| 西郡 （5）                                                                                      | 日勒縣 | 蘭池縣 | 今甘肅省山丹縣東北                                      | 西郡(266?-316)                    | 西晉時分刪丹縣置。                                                        |
| 酒泉郡 （8）                                                                                    | 祿福縣 | 祿福縣 | 今甘肅省酒泉市                                          | 酒泉郡(265-316)                   |                                                                           |
| 酒泉郡 （8）                                                                                    | 祿福縣 | 會水縣 | 今甘肅省高台縣西北                                      | 酒泉郡(265-316)                   |                                                                           |
| 酒泉郡 （8）                                                                                    | 祿福縣 | 安彌縣 | 今甘肅省酒泉市東                                        | 酒泉郡(265-316)                   |                                                                           |
| 酒泉郡 （8）                                                                                    | 祿福縣 | 樂涫縣 | 今甘肅省酒泉市東南                                      | 酒泉郡(265-316)                   |                                                                           |
| 酒泉郡 （8）                                                                                    | 祿福縣 | 表是縣 | 今甘肅省高台縣西                                        | 酒泉郡(265-316)                   |                                                                           |
| 酒泉郡 （8）                                                                                    | 祿福縣 | 玉門縣 | 今甘肅省玉門市西北                                      | 酒泉郡(265-316)                   |                                                                           |
| 酒泉郡 （8）                                                                                    | 祿福縣 | 延壽縣 | 今甘肅省玉門市南                                        | 酒泉郡(265-316)                   |                                                                           |
| 酒泉郡 （8）                                                                                    | 祿福縣 | 騂馬縣 | 今甘肅省嘉峪關市西北                                    | 酒泉郡(？-316)                    | 晉時置縣。                                                                |
| 敦煌郡 （6）                                                                                    | 敦煌縣 | 敦煌縣 | 今甘肅省敦煌市西                                        | 敦煌郡(265-316)                   |                                                                           |
| 敦煌郡 （6）                                                                                    | 敦煌縣 | 龍勒縣 | 今甘肅省敦煌市西南                                      | 敦煌郡(265-316)                   |                                                                           |
| 敦煌郡 （6）                                                                                    | 敦煌縣 | 效穀縣 | 今甘肅省安西縣西南                                      | 敦煌郡(265-316)                   |                                                                           |
| 敦煌郡 （6）                                                                                    | 敦煌縣 | 乾齊縣 | 今甘肅省玉門市西北                                      | 酒泉郡(265-266?)→敦煌郡(266?-316) |                                                                           |
| 敦煌郡 （6）                                                                                    | 敦煌縣 | 昌蒲縣 | 今甘肅省肅北蒙古族自治縣                                | 敦煌郡(266?-316)                  |                                                                           |
| 敦煌郡 （6）                                                                                    | 敦煌縣 | 陽關縣 | 今甘肅省敦煌市西南                                      | 敦煌郡(266?-316)                  |                                                                           |
| 西海郡 （1）                                                                                    | 居延縣 | 居延縣 | 今內蒙古自治區額濟納旗東南                              | 西海郡(265-316)                   |                                                                           |
| 晉昌郡 （8）                                                                                    | 冥安縣 | 冥安縣 | 今甘肅省安西縣東南                                      | 敦煌郡(265-295)→晉昌郡(295-316)   |                                                                           |
| 晉昌郡 （8）                                                                                    | 冥安縣 | 宜禾縣 | 今甘肅省安西縣                                          | 敦煌郡(265-295)→晉昌郡(295-316)   |                                                                           |
| 晉昌郡 （8）                                                                                    | 冥安縣 | 伊吾縣 | 今甘肅省安西縣北                                        | 敦煌郡(265-295)→晉昌郡(295-316)   |                                                                           |
| 晉昌郡 （8）                                                                                    | 冥安縣 | 淵泉縣 | 今甘肅省安西縣東                                        | 敦煌郡(265-295)→晉昌郡(295-316)   |                                                                           |
| 晉昌郡 （8）                                                                                    | 冥安縣 | 廣至縣 | 今甘肅省安西縣西南                                      | 敦煌郡(265-295)→晉昌郡(295-316)   |                                                                           |
| 晉昌郡 （8）                                                                                    | 冥安縣 | 沙頭縣 | 今甘肅省玉門市西北                                      | 酒泉郡(265-295)→晉昌郡(295-316)   |                                                                           |
| 晉昌郡 （8）                                                                                    | 冥安縣 | 會稽縣 | 今甘肅省玉門市西                                        | 晉昌郡(295-316)                   | 西晉元康五年（295年）置縣。                                               |
| 晉昌郡 （8）                                                                                    | 冥安縣 | 新鄉縣 | 今甘肅省瓜州縣西南                                      | 晉昌郡(295-316)                   | 西晉元康五年（295年）置縣。                                               |
| 武興郡 （8）                                                                                    | 武興縣 | 武興縣 | 今甘肅省武威市西北                                      | 武興郡(301?-316)                  | 永寧年間（301-302）分武威郡姑臧縣西北設立武興縣，以收容秦、雍2州的流民。  |
| 武興郡 （8）                                                                                    | 武興縣 | 大城縣 | 地望不詳                                                | 武興郡(301?-316)                  | 永寧年間（301-302）分武威郡姑臧縣西北設立大城縣，以收容秦、雍2州的流民。  |
| 武興郡 （8）                                                                                    | 武興縣 | 烏支縣 | 地望不詳                                                | 武興郡(301?-316)                  | 永寧年間（301-302）分武威郡姑臧縣西北設立烏支縣，以收容秦、雍2州的流民。  |
| 武興郡 （8）                                                                                    | 武興縣 | 襄武縣 | 地望不詳                                                | 武興郡(301?-316)                  | 永寧年間（301-302）分武威郡姑臧縣西北設立襄武縣，以收容秦、雍2州的流民。  |
| 武興郡 （8）                                                                                    | 武興縣 | 晏然縣 | 今甘肅省永昌縣水源鎮杜家寨村、北地村一帶。              | 武興郡(301?-316)                  | 永寧年間（301-302）分武威郡姑臧縣西北設立晏然縣，以收容秦、雍2州的流民。  |
| 武興郡 （8）                                                                                    | 武興縣 | 新鄣縣 | 地望不詳                                                | 武興郡(301?-316)                  | 永寧年間（301-302）分武威郡姑臧縣西北設立新鄣縣，以收容秦、雍2州的流民。  |
| 武興郡 （8）                                                                                    | 武興縣 | 平狄縣 | 地望不詳                                                | 武興郡(301?-316)                  | 永寧年間（301-302）分武威郡姑臧縣西北設立平狄縣，以收容秦、雍2州的流民。  |
| 武興郡 （8）                                                                                    | 武興縣 | 司監縣 | 地望不詳                                                | 武興郡(301?-316)                  | 永寧年間（301-302）分武威郡姑臧縣西北設立司監縣，以收容秦、雍2州的流民。  |
| 晉興郡 （10）                                                                                   | 晉興縣 | 晉興縣 | 今青海省民和回族土族自治縣西北                          | 武興郡(301?-316)                  | 永寧年間（301-302）分西平、金城2郡郡界設立晉興縣，以收容秦、雍2州的流民。 |
| 晉興郡 （10）                                                                                   | 晉興縣 | 枹罕縣 | 今甘肅省臨夏市境                                        | 武興郡(301?-316)                  | 永寧年間（301-302）分西平、金城2郡郡界設立枹罕縣，以收容秦、雍2州的流民。 |
| 晉興郡 （10）                                                                                   | 晉興縣 | 永固縣 | 今甘肅省臨夏市北                                        | 武興郡(301?-316)                  | 永寧年間（301-302）分西平、金城2郡郡界設立永固縣，以收容秦、雍2州的流民。 |
| 晉興郡 （10）                                                                                   | 晉興縣 | 臨津縣 | 今甘肅省臨夏縣西北                                      | 武興郡(301?-316)                  | 永寧年間（301-302）分西平、金城2郡郡界設立臨津縣，以收容秦、雍2州的流民。 |
| 晉興郡 （10）                                                                                   | 晉興縣 | 臨鄣縣 | 地望不詳                                                | 武興郡(301?-316)                  | 永寧年間（301-302）分西平、金城2郡郡界設立臨鄣縣，以收容秦、雍2州的流民。 |
| 晉興郡 （10）                                                                                   | 晉興縣 | 廣昌縣 | 地望不詳                                                | 武興郡(301?-316)                  | 永寧年間（301-302）分西平、金城2郡郡界設立廣昌縣，以收容秦、雍2州的流民。 |
| 晉興郡 （10）                                                                                   | 晉興縣 | 大夏縣 | 今甘肅省廣河縣西北                                      | 武興郡(301?-316)                  | 永寧年間（301-302）分西平、金城2郡郡界設立大夏縣，以收容秦、雍2州的流民。 |
| 晉興郡 （10）                                                                                   | 晉興縣 | 遂興縣 | 地望不詳                                                | 武興郡(301?-316)                  | 永寧年間（301-302）分西平、金城2郡郡界設立遂興縣，以收容秦、雍2州的流民。 |
| 晉興郡 （10）                                                                                   | 晉興縣 | 罕唐縣 | 地望不詳                                                | 武興郡(301?-316)                  | 永寧年間（301-302）分西平、金城2郡郡界設立罕唐縣，以收容秦、雍2州的流民。 |
| 晉興郡 （10）                                                                                   | 晉興縣 | 左南縣 | 今甘肅省永靖縣境                                        | 武興郡(301?-316)                  | 永寧年間（301-302）分西平、金城2郡郡界設立左南縣，以收容秦、雍2州的流民。 |

## 出處
1. 1 2 3 4  《晉書》卷14〈地理志上〉：「元康五年，惠帝分敦煌郡之宜禾、伊吾、宜安、深泉、廣至等五縣，分酒泉之沙頭縣，又別立會稽、新鄉，凡八縣為晉昌郡。」
2. 1 2 3 4 5 6 7 8 9 10 11 12 13 14 15 16 17 18 19 20  《晉書》卷14〈地理志上〉：「永寧中，張軌為涼州刺史，鎮武威，上表請合秦雍流移人於姑臧西北，置武興郡，統武興、大城、烏支、襄武、晏然、新鄣、平狄、司監等縣。又分西平界置晉興郡，統晉興、枹罕、永固、臨津、臨鄣、廣昌、大夏、遂興、罕唐、左南等縣。」《元和郡縣圖志》卷39〈隴右道上〉：「永嘉末，前涼張軌分〔金城郡〕立晉興郡。」卷40〈隴右道下〉：「嘉麟縣，本漢宣威縣地，前涼張軌於此置武興郡。」
3. ↑  《魏書》卷106下〈地形志下〉：「祖居，前漢屬，罷，後復，屬武威，晉罷。」；《元和郡縣圖志》卷40〈隴右道下〉：「烏蘭縣，本漢袓厲縣地，屬安定郡，後漢屬武威郡。前涼張軌收其縣人，於涼州故武威縣側近別置袓厲縣。」
4. ↑  《魏書》卷106下〈地形志下〉：「鶉陰，郡治。前漢屬安定，後漢屬武威，晉罷。」
5. ↑  《元和郡縣圖志》卷40〈隴右道下〉：「本漢角樂得縣，屬張掖郡。本匈奴角樂得王所居，因以名之。晉改名永平縣。」
6. ↑  《輿地廣記》卷17〈陝西路甘州張掖縣〉：「漢昭武縣，屬張掖郡，晉改曰臨澤。」
7. 1 2 3  《太平寰宇記》卷152〈隴右道·甘州刪丹縣〉：「本漢舊縣也，屬張掖郡。後漢興平二年分置西郡，以刪丹縣屬焉。晉分刪丹置蘭池、萬歲、仙提三縣。」

### 書籍
- 吳增僅，《三國郡縣表》，上海：開明書局，1937
- 李錫甫，《漢晉城陽郡沿革考》，國立編譯館館刊第6卷第一期，1977
- 劉琳，《華陽國志校注》，成都：巴蜀書社，1984
- 李曉杰，《東漢政區地理》，北京：人民出版社，1987
- 胡阿祥，《六朝疆域與政區研究》（增訂本），北京：學苑出版社，2005
- 錢儀吉、楊晨，《三國會要》，上海：上海古籍出版社，2006
- 陳健梅，《孫吳政區地理研究》，長沙：岳麓書社，2007
- 孔祥軍，《三國政區地理研究》，南京：南京大學歷史系，2007
- 任乃強，《華陽國志校補圖注》，上海：上海古籍出版社，2009
- 孔祥軍，《晉書地理志校注》，北京：新世界出版社，2012
- 胡阿祥、孔祥軍、徐成合著，《中國行政區劃通史·三國兩晉南朝卷》，上海：復旦大學出版社，2014
- 范曄，《後漢書》，維基文庫
- 房玄齡，《晉書》，維基文庫
- 沈約，《宋書》，維基文庫
- 魏收，《魏書》，維基文庫
- 李吉甫，《元和郡縣圖志》，維基文庫
- 樂史，《太平寰宇記》，維基文庫
- 歐陽忞，《輿地廣記》，維基文庫
- 酈道元，《水經注》，維基文庫